# Vát
Vát es un pueblo ubicado en el distrito de Szombathely, condado de Vas, Hungría.

## Superficie
Posee una superficie de 23,27 kilómetros cuadrados.

## Demografía
Hasta 2022 la población era de 641 habitantes, con una densidad de población de 27,55 habitantes por kilómetro cuadrado.